# Estación de Rambuteau
Rambuteau, de su nombre completo Rambuteau - Centre Georges Pompidou, es una estación de la línea 11 del metro de París, situada en el límite entre los distritos III y IV. 

## Historia
Como casi todas las estaciones de la línea 11 fue inaugurada el 28 de abril de 1935.
Debe su nombre a Claude Philibert Barthelot, conde de Rambuteau, conocido por trabajar junto al barón Haussmann en la transformación de París durante el Segundo Imperio. La denominación de la estación se completa con una referencia al Centro Georges Pompidou dada su cercanía al mismo. 

## Descripción
Se compone de dos andenes laterales de 75 metros de longitud y de dos vías.
Está diseñada en bóveda elíptica revestida completamente de los clásicos azulejos blancos del metro parisino aunque en este caso planos, sin biselar. 
La iluminación es de estilo Ouï-dire realizándose a través de estructuras que recorren los andenes sujetados por elementos curvados que proyectan una luz difusa en varias direcciones. Inicialmente esta iluminación coloreaba las bóvedas pero esta característica se ha perdido. 
La señalización por su parte usa la moderna tipografía Parisine donde el nombre de la estación aparece en letras blancas sobre un panel metálico de color azul. Por último, los asientos son de un individualizados, de estilo Motte y de un inhabitual color gris. 

## Accesos
La estación dispone de cuatro accesos. Tres de ellos en la calle Beaubourg, y el último en calle du Grenier-Saint-Lazare.